# E84号線
E84号線（E84ごうせん、英: European route E84）はトルコにあり、ケシャン – シリヴリを結ぶ、欧州自動車道路のAクラス幹線道路。

## 経路

### 経過する主要都市
- トルコ
  - D.110 : ケシャン(E90, E87) – テキルダー – シリヴリ(E90)